# کازیونایا زایمکا
کازیونایا زایمکا (به لاتین: Kazyonnaya Zaimka) یک منطقهٔ مسکونی در روسیه است که در بارنائول واقع شده‌است.